# 61a Mostra Internacional de Cinema de Venècia
La 61a Mostra Internacional de Cinema de Venècia es va celebrar entre l'1 i l'11 de setembre de 2004. El festival fou inaugurat amb la pel·lícula de Steven Spielberg The Terminal, i fou clausurada amb la de Katsuhiro Otomo Steamboy. El Lleó d'Or fou atorgat a Vera Drake, dirigida per Mike Leigh.
En aquesta edició del festival es va iniciar una nova secció independent, Giornate degli autori, "per al cinema lliure, nous talents i noves històries". Aquesta secció està organitzada per l'ANAC (Associació Nacional d'Autors Cinematogràfics) i l'API (Autors i Productors Independents). També en aquesta edició es va llançar Història Secreta del Cinema Italià una nova secció de la selecció oficial, amb l'objectiu de restaurar i redescobrir sistemàticament obres del cinema italià que han estat "oblidades, invisibles, desconegudes o mal enteses". La retrospectiva es va dur a terme durant quatre anys, que es va estendre per una retrospectiva de dos anys anomenada Aquests fantasmes: Cinema italià redescobert, seguida d'una edició de la retrospectiva de la comèdia italiana. La Fondazione Prada va ser patrocinadora del sector privat d'aquesta sèrie.

## Jurats
El jurat de la Mostra de 2004 va estar format per:
Competició principal (Venezia 61)
- John Boorman (GB) President
- Wolfgang Becker (Alemanya)
- Mimmo Calopresti (Itàlia)
- Scarlett Johansson (EUA)
- Spike Lee (EUA)
- Dusan Makavejev (Sèrbia i Montenegro)
- Helen Mirren (GB)
- Pietro Scalia (Itàlia)
- Hsu Feng (Taiwan)

Horitzons (Orizzonti)
- Alfonso Cuarón (Mèxic) President
- Nicolas Philibert (França)
- Fiorella Infascelli (Itàlia)

Venezia Cinema Digitale
- Mike Figgis (GB) President
- Shozo Ichiyama (Japó)
- Claire Simon (Marroc-França)

## Selecció oficial

### En competició
Les següents pel·lícules van competir pel Lleó d'Or.
| Títol original         | Director(s)                   | País de producció        |
| ---------------------- | ----------------------------- | ------------------------ |
| Bin-jip                | Kim Ki-duk                    | Corea del Sud, Japó      |
| 5x2                    | François Ozon                 | França                   |
| Ovunque sei            | Michele Placido               | Itàlia                   |
| Birth                  | Jonathan Glazer               | Estats Units             |
| Kôhî jikô              | Hou Hsiao-hsien               | Japó, Taiwan             |
| Delivery               | Nikos Panayotopoulos          | Grècia                   |
| Hauru no ugoku shiro   | Hayao Miyazaki                | Japó                     |
| L'intrus               | Claire Denis                  | França                   |
| Le chiavi di casa      | Gianni Amelio                 | Itàlia, França, Alemanya |
| Rois et reine          | Arnaud Desplechin             | França                   |
| Land of Plenty         | Wim Wenders                   | Estats Units             |
| Haryu insaeng          | Im Kwon-taek                  | Corea del Sud            |
| Tout un hiver sans feu | Greg Zglinski                 | Suïssa                   |
| Palindromes            | Todd Solondz                  | Estats Units             |
| Promised Land          | Amos Gitai                    | Israel, França           |
| Udalyonnyy dostup      | Svetlana Proskurina           | Rússia                   |
| Mar adentro            | Alejandro Amenábar            | Espanya, França, Itàlia  |
| Sag-haye velgard       | Marzieh Meshkini (Makhmalbaf) | Iran, França, Afganistan |
| Vanity Fair            | Mira Nair                     | Regne Unit, Estats Units |
| Vera Drake             | Mike Leigh                    | Regne Unit               |
| Lavorare con lentezza  | Guido Chiesa                  | Itàlia                   |
| Shijie                 | Jia Zhangke                   | R.P. de la Xina          |

El títol assenyalat indica el guanyador del Lleó d'Or. † ndica les pel·lícules que van competir pel Lleó del futur.

### Fora de competició
Les següents pel·lícules foren exhibides com a fora de competició:
| En competició                      | En competició                                           | En competició                           | En competició |
| Títol original                     | Director(s)                                             | País de producció                       |               |
| ---------------------------------- | ------------------------------------------------------- | --------------------------------------- | ------------- |
| La demoiselle d'honneur            | Claude Chabrol                                          | França, Itàlia, Alemanya                |               |
| Collateral                         | Michael Mann                                            | Estats Units                            |               |
| Eros (3 segments)                  | Michelangelo Antonioni, Steven Soderbergh, Wong Kar-wai | França, Hong Kong, Itàlia, Estats Units |               |
| O quinto imperio                   | Manoel de Oliveira                                      | Portugal, França                        |               |
| Finding Neverland                  | Marc Forster                                            | Estats Units                            |               |
| Come inguaiammo il cinema italiano | Daniele Ciprì, Franco Maresco                           | Itàlia                                  |               |
| L'amore ritrovato                  | Carlo Mazzacurati                                       | Itàlia                                  |               |
| The Manchurian Candidate           | Jonathan Demme                                          | Estats Units                            |               |
| The Merchant of Venice             | Michael Radford                                         | Regne Unit, Itàlia                      |               |
| Il resto di niente                 | Antonietta De Lillo                                     | Itàlia                                  |               |
| She Hate Me                        | Spike Lee                                               | Estats Units                            |               |
| Steamboy (Suchīmubōi)              | Katsuhiro Otomo                                         | Japó                                    |               |
| The Terminal                       | Steven Spielberg                                        | Estats Units                            |               |
| Rudao longhu bang                  | Johnnie To                                              | Hong Kong                               |               |
| Nastroixtxik                       | Kira Muratova                                           | Rússia                                  |               |

| Esdeveniment especial | Esdeveniment especial          | Esdeveniment especial | Esdeveniment especial |
| Títol original        | Director(s)                    | País de producció     |                       |
| --------------------- | ------------------------------ | --------------------- | --------------------- |
| Shark Tale            | Victoria Jenson, Bibo Bergeron | Estats Units          |                       |

### Horitzons
Una secció que pretén donar una imatge de les noves tendències del cinema
.
| En competició                | En competició     | En competició                |
| Títol original               | Director(s)       | País de producció            |
| ---------------------------- | ----------------- | ---------------------------- |
| Melancholian 3 huonetta      | Pirjo Honkasalo   | Finlàndia, Suècia, Dinamarca |
| Agnes und seine Brüder       | Oskar Roehler     | Alemanya                     |
| Ambasadori, cautam patrie    | Mircea Danieluc   | Romania                      |
| Criminal †                   | Gregory Jacobs    | Estats Units                 |
| La femme de Gilles           | Frédéric Fonteyne | Bèlgica, França, Luxemburg   |
| Les Petits-Fils              | Ilan Duran Cohen  | França                       |
| Te lo leggo negli occhi      | Valia Santella    | Itàlia                       |
| Izo                          | Takashi Miike     | Japó                         |
| Un mundo menos peor          | Alejandro Agresti | Argentina                    |
| A Love Song for Bobby Long † | Shainee Gabel     | Estats Units                 |
| Mysterious Skin              | Gregg Araki       | Estats Units, Països Baixos  |
| Familia rodante              | Pablo Trapero     | Argentina, Espanya           |
| Saimir †                     | Francesco Munzi   | Itàlia                       |
| L'enfant endormi             | Yasmine Kassari   | Marroc, Bèlgica              |
| Stryker                      | Noam Gonick       | Canadà                       |
| Les revenants                | Robin Campillo    | França                       |
| Vento di terra               | Vincenzo Marra    | Itàlia                       |
| Vital                        | Shinya Tsukamoto  | Japó                         |
| Yesterday Darrell            | James Roodt       | Sud-àfrica                   |
| Lettre d'amour zoulou        | Ramadam Suleman   | Sud-àfrica, França, Alemanya |

| Esdeveniments especials              | Esdeveniments especials | Esdeveniments especials   |
| Títol original                       | Director(s)             | País de producció         |
| ------------------------------------ | ----------------------- | ------------------------- |
| L'ami y'a bon (curt)                 | Rachid Bouchareb        | França, Algèria, Alemanya |
| Come Back, Africa (1959)             | Lionel Rogosin          | Estats Units              |
| The Hamburg Cell                     | Antonia Bird            | Regne Unit                |
| Heimat 3 - Chronik einer Zeitenwende | Edgar Reitz             | Alemanya                  |
| Música cubana (documental)           | German Kral             | Alemanya                  |
| Tell Them Who You Are                | Mark S. Wexler          | Estats Units              |
| Tide Table (curt)                    | William Kentridge       | Sud-àfrica                |

El títol assenyalat indica el Premi Horitzons a la millor pel·lícula. † indicat pel·lícules que competiren pel Lleó del Futur.

### Competició de curtmetratges
Les següents pel·lícules, que no superen els 30 minuts, han estat seleccionades per al concurs de curtmetratges (Corto Cortissimo):
| En competició                                       | En competició | En competició            | En competició     |
| Títol                                               | Duració       | Director(s               | País de producció |
| --------------------------------------------------- | ------------- | ------------------------ | ----------------- |
| A occhi aperti                                      | 8'            | Lorenza Indovina         | Itàlia            |
| Agna niata                                          | 15'           | Ektoras Lyghizos         | Grècia            |
| Aïsha                                               | 12'           | Newton I. Aduaka         | Nigèria, Senegal  |
| The Arsonist                                        | 15'           | Myles Sorensen           | Estats Units      |
| The Carpenter and his Clumsy Wife                   | 14'           | Peter Foott              | Irlanda           |
| Chamaco                                             | 12'           | Tim Parsa                | Mèxic             |
| Close                                               | 9'            | Tom Hopkins              | Irlanda           |
| La culpa del alpinista                              | 14'           | Daniel Sanchez Arevalo   | Espanya           |
| Dim                                                 | 15'           | Ann-Kristin Wecker       | Alemanya          |
| Il dio della pioggia                                | 10'           | Angelo Amoroso D'Aragona | Itàlia            |
| Goodbye                                             | 15'           | Steve Hudson             | Alemanya          |
| Határontúl                                          | 22'           | Árpád Schilling          | Hongria           |
| Last Night                                          | 22'           | Sean Mewshaw             | Estats Units      |
| Moustache                                           | 13'           | Vicki Sugars             | Austràlia         |
| Passatempo                                          | 16'           | Françasco Lagi           | Itàlia            |
| A piscina                                           | 16'           | Iana Joao Viana          | Portugal          |
| Rain Is Falling                                     | 14'           | Holger Ernst             | Alemanya, Marroc  |
| Resurrection                                        | 9'            | Mitchell Lichtenstein    | Estats Units      |
| Shengri                                             | 30'           | Bertrand Lee             | Singapur          |
| Signe d'appartenance                                | 30'           | Kamel Cherif             | Bèlgica, Tunísia  |
| Silent Companion                                    | 15'           | Elham Hosseinzade        | Iran              |
| Sous le bleu                                        | 21'           | David Oelhoffen          | França            |
| Srce je kos Mesa (aka The Heart Is a Piece of Meat) | 16'           | Jan Cvitkovic            | Eslovènia         |
| Streets                                             | 15'           | Jon Howe                 | Regne Unit        |
| Trofast                                             | 7'            | Trond Fausa Aurvaag      | Noruega           |
| White on Blue                                       | 20'           | Ramunas Greicius         | Lituània          |

| Fora de competició/ Esdeveniments especials                                         | Fora de competició/ Esdeveniments especials | Fora de competició/ Esdeveniments especials    | Fora de competició/ Esdeveniments especials |
| Títol                                                                               | Duració                                     | Director(s                                     | País de producció                           |
| ----------------------------------------------------------------------------------- | ------------------------------------------- | ---------------------------------------------- | ------------------------------------------- |
| Coleridge's Couch                                                                   | 22'                                         | Angeles Woo                                    | Estats Units                                |
| Esdeveniment 1 - Centro Sperimentale di Cinematografia / Scuola Nazionale di Cinema |                                             |                                                |                                             |
| Il potere sottile                                                                   | 32'                                         | Diego Ronsisvalle                              | Itàlia                                      |
| Ipotesi Cinema - Bologna                                                            |                                             |                                                |                                             |
| Postazioni della memoria                                                            | 53'                                         | Ermanno Olmi i els estudiants d'Ipotesi Cinema | Itàlia                                      |
| Esdeveniment 2 - Centro Sperimentale di Cinematografia / Scuola Nazionale di Cinema |                                             |                                                |                                             |
| I gabbiani - studio su "Il gabbiano" di Anton Cecov                                 | 80'                                         | Francesca Archibugi                            | Itàlia                                      |
| Postazioni della memoria                                                            | 53'                                         | Ermanno Olmi i els estudiants d'Ipotesi Cinema | Itàlia                                      |
| Esdeveniment 3 - Corto d'autore - Italia                                            |                                             |                                                |                                             |
| Too Short for Sky                                                                   | 8'                                          | Pappi Corsicato                                | Itàlia                                      |
| Body & Soul                                                                         | 30'                                         | Theo Eshetu                                    | Itàlia                                      |
| Corpo/Immagine                                                                      | 30'                                         | Marco Puccioni                                 | Itàlia                                      |

Títol assenyalat indica el guanyador al Lleó d'Or al millor curt.

### Nits Venecianes
Les següents pel·lícules foren exhibides a la secció Venezia Mezzanotte:
| Títol original                   | Director(s)                               | País de producció              |
| -------------------------------- | ----------------------------------------- | ------------------------------ |
| Perder es cuestión de método     | Sergio Cabrera                            | Colòmbia, Espanya              |
| Enduring Love                    | Roger Michell                             | Regne Unit                     |
| Occhi di cristallo               | Eros Puglielli                            | Itàlia                         |
| A Home at the End of the World † | Michael Mayer                             | Estats Units                   |
| Yuva                             | Mani Ratnam                               | Índia                          |
| Man on Fire                      | Tony Scott                                | Estats Units                   |
| Puteri Gunung Ledang             | Saw Teong Hin                             | Malàisia                       |
| Saam gaang yi                    | Park Chan-Wook, Miike Takashi, Fruit Chan | Corea del Sud, Japó, Hong Kong |
| Volevo solo dormirle addosso †   | Eugenio Cappuccio                         | Itàlia                         |

| El 100è any de Titanus | El 100è any de Titanus | El 100è any de Titanus | El 100è any de Titanus |
| Títol original         | Director(s)            | País de producció      |                        |
| ---------------------- | ---------------------- | ---------------------- | ---------------------- |
| Il demonio (1963)      | Brunello Rondi         | Itàlia                 |                        |

† indica pel·lícules que competiren pel Lleó del Futur.

### Venice Digital Cinema
Una secció destinada a proporcionar una visió general de les noves possibilitats expressives concedides per les tecnologies digitals.
| Títol original                                            | Director(s)                     | País de producció                                              |
| --------------------------------------------------------- | ------------------------------- | -------------------------------------------------------------- |
| 20 angosht                                                | Mania Akbari                    | Iran, Regne Unit                                               |
| Impermanence                                              | Goutam Ghose                    | Índia                                                          |
| The Tulse Luper Suitcases Part 3: From Sark to the Finish | Peter Greenaway                 | Regne Unit, Itàlia, Espanya, Hongria, Països Baixos, Luxemburg |
| Cuoco contadino (documental)                              | Luca Guadagnino                 | Itàlia                                                         |
| Homecoming                                                | Jon Jost                        | Estats Units                                                   |
| Letters to Ali (documental)                               | Clara Law                       | Austràlia                                                      |
| La vita è breve ma la giornata è lunghissima (documental) | Lucio Pellegrini, Gianni Zanasi | Itàlia                                                         |
| Parapalos                                                 | Ana Poliak                      | Argentina                                                      |
| Un silenzio particolare (documental)                      | Stefano Rulli                   | Itàlia                                                         |
| Marebito                                                  | Takashi Shimizu                 | Japó                                                           |

| Esdeveniments especials                                                        | Esdeveniments especials                                | Esdeveniments especials |
| Títol original                                                                 | Director(s)                                            | País de producció       |
| ------------------------------------------------------------------------------ | ------------------------------------------------------ | ----------------------- |
| L'ora della lucertola (documental)                                             | Mimmo Calopresti                                       | Itàlia                  |
| Bellissime (documental)                                                        | Giovanna Gagliardo                                     | Itàlia                  |
| Killer Shrimps †                                                               | Piero Golia                                            | Suïssa                  |
| The Take (documental)                                                          | Avi Lewis                                              | Canada                  |
| Final Fantasy VII: Advent Children (Fainaru fantajî sebun adobento chirudoren) | Tetsuya Nomura                                         | Japó                    |
| Embedded                                                                       | Tim Robbins                                            | Estats Units            |
| Colpi di Luce                                                                  | Matteo Spinola, Stefano della Casa, Francesca Calvelli | Itàlia                  |

| Àfrica Digital | Àfrica Digital                                | Àfrica Digital    | Àfrica Digital |
| Títol original | Director(s)                                   | País de producció |                |
| -------------- | --------------------------------------------- | ----------------- | -------------- |
| Yizo Yizo      | Angus Gibson, Andrew Dosunmu, Teboho Mahlatsi | Sud-àfrica        |                |

† indica pel·lícules que competiren pel Lleó del Futur.

### La història secreta del cinema italià 1
Una nova secció retrospectiva sobre el cinema italià amb l'objectiu de restaurar i redescobrir sistemàticament els costats del cinema italià que han estat "oblidats, invisibles, desconeguts o mal interpretats". Aquesta primera edició de la retrospectiva es titula "Reis italians de la B '.
| Reis italians de la B's                                              | Reis italians de la B's | Reis italians de la B's | Reis italians de la B's    | Reis italians de la B's |
| Títol original                                                       | Any                     | Director(s)             | País de producció          |                         |
| -------------------------------------------------------------------- | ----------------------- | ----------------------- | -------------------------- | ----------------------- |
| I cento cavalieri                                                    | 1961                    | Vittorio Cottafavi      | Itàlia, Espanya, RFA       |                         |
| ...E tu vivrai nel terrore! L'aldilà                                 | 1981                    | Lucio Fulci             | Itàlia                     |                         |
| La resa dei conti                                                    | 1966                    | Sergio Sollima          | Itàlia, Espanya            |                         |
| Il pistolero cieco                                                   | 1972                    | Ferdinando Baldi        | Itàlia, Estats Units       |                         |
| Il boss                                                              | 1973                    | Fernando Di Leo         | Itàlia                     |                         |
| Quien sabe?                                                          | 1967                    | Damiano Damiani         | Itàlia                     |                         |
| Milano calibro 9                                                     | 1972                    | Fernando Di Leo         | Itàlia                     |                         |
| Cannibal Holocaust                                                   | 1979                    | Ruggero Deodato         | Itàlia                     |                         |
| Danza macabra                                                        | 1964                    | Antonio Margheriti      | Itàlia, França             |                         |
| Colpo di stato                                                       | 1969                    | Luciano Salce           | Itàlia                     |                         |
| Non si sevizia un paperino                                           | 1972                    | Lucio Fulci             | Itàlia                     |                         |
| I fratelli Dinamite                                                  | 1949                    | Nino and Toni Pagot     | Itàlia                     |                         |
| Il dio serpente                                                      | 1970                    | Piero Vivarelli         | Itàlia, Veneçuela          |                         |
| La vendetta di Ercole                                                | 1960                    | Vittorio Cottafavi      | Itàlia, França             |                         |
| Col cuore in gola                                                    | 1967                    | Tinto Brass             | Itàlia, França             |                         |
| Quel maledetto treno blindato                                        | 1977                    | Enzo G. Castellari      | Itàlia                     |                         |
| La mala ordina                                                       | 1972                    | Fernando Di Leo         | Itàlia, RFA                |                         |
| I padroni della citta                                                | 1976                    | Fernando Di Leo         | Itàlia, RFA                |                         |
| I ragazzi del massacro                                               | 1969                    | Fernando Di Leo         | Itàlia                     |                         |
| Orgasmo                                                              | 1969                    | Umberto Lenzi           | Itàlia, França             |                         |
| Lo strano vizio della Signora Wardh                                  | 1970                    | Sergio Martino          | Itàlia, Espanya, Àustria   |                         |
| Colpo rovente                                                        | 1969                    | Piero Zuffi             | Itàlia                     |                         |
| Estratto dagli archivi segreti della polizia di una capitale europea | 1972                    | Riccardo Freda          | Itàlia, Espanya            |                         |
| La guerra di Troia                                                   | 1961                    | Giorgio Ferroni         | Itàlia, França, Iugoslàvia |                         |
| W la foca                                                            | 1982                    | Nando Cicero            | Itàlia                     |                         |

| Underground Italia – Fragments d'utopia | Underground Italia – Fragments d'utopia | Underground Italia – Fragments d'utopia | Underground Italia – Fragments d'utopia |
| Títol                                   | Notes                                   | any                                     | Director(s)                             |
| --------------------------------------- | --------------------------------------- | --------------------------------------- | --------------------------------------- |
| La verifica incerta                     | curt, col·lecció de clips de Hollywood  | 1964                                    | Gianfranco Baruchello, Alberto Grifi    |
| Transfert per kamera verso Virulentia   | curt, documental                        | 1975                                    | Alberto Grifi                           |
| A mosca cieca                           | (The Blind Fly)                         | 1966                                    | Romano Scavolini                        |
| Ritratto di Gianfranco Barucchello      | (Portrait of Gianfranco Barucchello)    | 2004                                    | Paolo Brunatto                          |
| Ritratto di Alberto Grifi               | (Portrait of Alberto Grifi)             | 2004                                    | Paolo Brunatto                          |
| Ritratto di Romano Scovolini            | (Portrait of Romano Scovolini)          | 2004                                    | Paolo Brunatto                          |

## Seccions autònomes

### Setmana de la Crítica del Festival de Cinema de Venècia
Les següents pel·lícules foren exhibides com en competició per a aquesta secció:
| En competició               | En competició             | En competició     | En competició |
| Títol                       | Director(s)               | País de producció |               |
| --------------------------- | ------------------------- | ----------------- | ------------- |
| Sakenine Sarzamine Sokoot † | Saman Salur               | Iran              |               |
| Le Grand Voyage †           | Ismaël Ferroukhi          | França            |               |
| Les liens †                 | Aymeric Mesa-Juan         | França            |               |
| Una de dos †                | Alejo Hernán Taube        | Argentina         |               |
| Koi No Mon †                | Suzuki Matsuo             | Japó              |               |
| Ve Lakachta Lecha Isha †    | Ronit and Shlomi Elkabetz | Israel            |               |
| Kuang Fang †                | Leste Chen                | Taiwan            |               |

| Esdeveniments especials – Fora de competició | Esdeveniments especials – Fora de competició | Esdeveniments especials – Fora de competició                     | Esdeveniments especials – Fora de competició |
| Ocasió                                       | Títol                                        | Director(s)                                                      | País de producció                            |
| -------------------------------------------- | -------------------------------------------- | ---------------------------------------------------------------- | -------------------------------------------- |
| Pel·lícula d'apertura                        | P.S.                                         | Dylan Kidd                                                       | Estats Units                                 |
| Segona exhibició                             | 'Hu die                                      | Yan Yan Mak                                                      | R.P. de la Xina                              |
| Vuitena pel·lícula                           | El Amor (Primera Parte)                      | Alejandro Fadel, Martin Mauregui, Santiago Mitre, Juan Schnitman | Argentina                                    |

† indica pel·lícules que han competit pel Lleó del Futur.

### Dies de Venècia
Les següents pel·lícules foren seleccionades per la 1a edició de la secció autònoma Dies de Venècia (Giornate Degli Autori):
| Títol                           | Director(s)            | País de producció                      |
| ------------------------------- | ---------------------- | -------------------------------------- |
| 4                               | Ilya Khrzhanovsky      | Rússia, Netherlands                    |
| Caro Vittorio (curt)            | Marco Risi             | Itàlia                                 |
| Nemmeno il destino              | Daniele Gaglianone     | Itàlia                                 |
| Darwin's Nightmare (documental) | Hubert Sauper          | Àustria, Bèlgica, França, Alemanya     |
| Dead Man's Shoes                | Shane Meadows          | Regne Unit                             |
| Il giorno del falco             | Rodolfo Bisatti        | Itàlia                                 |
| L'imperatore di Roma            | Nico D'Alessandria     | Itàlia                                 |
| In Kurdistan e' difficile       | Giuliana Gamba         | Itàlia                                 |
| Morasseix                       | Damien Odoul           | França                                 |
| A costa dos murmúrios           | Margarida Cardoso      | Portugal                               |
| L'oeil de l'autre               | John Lvoff             | França                                 |
| Strings                         | Anders Rønnow Klarlund | Dinamarca, Suècia, Noruega, Regne Unit |
| Predmestje                      | Vinko Möderndorfer     | Eslovènia                              |
| Confituur                       | Lieven Debrauwer       | Bèlgica, Suïssa                        |
| Tartarughe sul dorso            | Stefano Pasetto        | Itàlia                                 |

## Premis

### Selecció oficial
Els premis concedits en la 61a edició foren:
- Lleó d'Or: Vera Drake de Mike Leigh
- Lleó d'Argent al Millor Director: 3-Iron de Kim Ki-duk
- Premi Especial del Jurat: Mar adentro d'Alejandro Amenábar
- Copa Volpi al millor actor: Javier Bardem per Mar adentro
- Copa Volpi a la millor actriu: Imelda Staunton per Vera Drake
- Premi Marcello Mastroianni (a l'actor o actriu revelació): Tommaso Ramenghi i Marco Luisi per Lavorare con lentezza
- Premi Osella: Studio Ghibli per Hauru no ugoku shiro

Premis especials
- Lleó especial a la carrera: Manoel de Oliveira i Stanley Donen

Premi Orizzonti
- Millor pel·lícula: Les Petits-Fils d'Ilan Duran Cohen

Menció especial: Vento di terra de Vincenzo Marra
Premi Cinema Digital
- 20 angosht de Mania Akbari

Menció especial: La vita è breve ma la giornata è lunghissima de Gianni Zanasi i Lucio Pellegrini
Premi al Curtmetratge (Corto Cortissimo Lion)
- Premi al Curtmetratge super curt Citroen a la millor pel·lícula: Signe d'appartenence de Kamel Cherif

Menció especial: The Carpenter and His Clumsy Wife de Peter Foot
- Premi UIP al millor curt europeu: Goodbye de Steve Hudson

### Seccions autònomes
Els següents premis oficials i col·laterals foren concedits a pel·lícules de les seccions autònomes:
Setmana dels Crítics de Cinema Internacional de Venècia
- Lleó del Futur

Premi "Luigi de Laurentiis" per la pel·lícula de debut: Le Grand Voyage de Ismaël Ferroukhi i Humbert Balsan
Menció especial: Saimir de Francesco Munzi

### Altres premis col·laterals
Els següents premis col·laterals foren conferits a pel·lícules de la secció oficial:
- Premi FIPRESCI:
  - Competició: Bin-jip (Kim Ki-duk)
  - Seccions paral·leles: Vento di terra (Vincenzo Marra)
- Premi SIGNIS:
  - Tout un hiver sans feu (Greg Zglinski)
  - Menció honorífica: Bin-jip (Kim Ki-duk)
- Premi C.I.C.A.E.:
  - La femme de Gilles (Frédéric Fonteyne)
- Premi UNICEF:
  - Dom durakov (Andrei Konchalovsky)
- Premi UNESCO:
  - Land of Plenty (Wim Wenders)
- Premi Pasinetti:
  - Millor pel·lícula: Le chiavi di casa (Gianni Amelio)
  - Millor Actor: Le chiavi di casa (Kim Rossi Stuart)
  - Millor Actriu: 5x2 (Valeria Bruni Tedeschi)
- Premi de l'Audiència (Setmana dels Crítics):
  - Ve Lakachta Lecha Isha (Ronit Elkabetz i Shlomi Elkabetz)
- Premi Isvema:
  - Ve Lakachta Lecha Isha (Ronit Elkabetz i Shlomi Elkabetz)
- Premi FEDIC:
  - Volevo solo dormirle addosso (Eugenio Cappuccio)
- Petit Lleó d'Or:
  - Bin-jip (Kim Ki-duk)
- Label Europa Cinemas:
  - Darwin's Nightmare (Hubert Sauper)
- Premi Jove Cinema:
  - Millor pel·lícula italiana: Nemmeno il destino (Daniele Gaglianone)
  - Millor pel·lícula italiana: Un silenzio particolare (Stefano Rulli)
  - Millor pel·lícula internacional: Mar adentro (Alejandro Amenábar)
- Premi a la primer pel·lícula "Lino Miccichè":
  - Nemmeno il destino (Daniele Gaglianone)
- Premi Open:
  - Sag-haye velgard (Marzieh Makhmalbaf)
- Premi Lina Mangiacapre:
  - Melancholian 3 huonetta (Pirjo Honkasalo)
- Premi Festival Digital Pel·lícula del Futur:
  - Collateral (Michael Mann)
- Premi Laterna Magica:
  - Finding Neverland (Marc Forster)
- Premi Sergio Trasatti:
  - Le chiavi di casa (Gianni Amelio)
- Premi CinemAvvenire:
  - Millor pel·lícula: Le chiavi di casa (Gianni Amelio)
  - Millor primera pel·lícula: Tout un hiver sans feu (Greg Zglinski)
  - Premi Cinema per la Pau: Promised Land (Amos Gitai)
- Premi de la ciutat de Roma:
  - Millor pel·lícula: Un mundo menos peor (Alejandro Agresti)
- Premi Internacional de la pau:
  - Millor pel·lícula: Jeruzalemski sindrom (Jakov Sedlar)
- Premi Xarxa dels Drets Humans:
  - Melancholian 3 huonetta (Pirjo Honkasalo)
- Premi EIUC:
  - Yesterday (Darrell Roodt)
  - Menció especial: Melancholian 3 huonetta (Pirjo Honkasalo)
- Premi Especial al Director:
  - Bin-jip (Kim Ki-duk)
- Premi Especial Pasinetti:
  - Vento di terra (Vincenzo Marra) (per una pel·lícula innovadora)